# Copa da UEFA de 1991–92
A Copa da UEFA de 1991–1992 foi a 21ª edição da Copa da UEFA, vencida pelo Ajax Amsterdam da Holanda em vitória sobre o Torino Calcio no conjunto 2 a 2 e 0 a 0).

## Primeira fase
| Equipe 1             | Total    | Equipe 2          | 1.º jogo | 2.º jogo |
| -------------------- | -------- | ----------------- | -------- | -------- |
| Aberdeen             | 0–3      | B 1903            | 0–1      | 0–2      |
| Ajax                 | 4–0      | Örebro SK         | 3–0      | 1–0      |
| Anorthosis Famagusta | 3–4      | Steaua București  | 1–2      | 2–2(aet) |
| Bangor               | 0–6      | Sigma Olomouc     | 0–3      | 0–3      |
| Boavista             | 2–1      | Internazionale    | 2–1      | 0–0      |
| Celtic               | 3–1      | Germinal Ekeren   | 2–0      | 1–1      |
| Cork City            | 1–3      | FC Bayern München | 1–1      | 0–2      |
| HAŠK Građanski       | 3–4      | Trabzonspor       | 2–31     | 1–1      |
| Eintracht Frankfurt  | 11–1     | Spora Luxembourg  | 6–1      | 5–0      |
| Groningen            | 0–2      | Rot-Weiss Erfurt2 | 0–1      | 0–1      |
| Ikast                | 1–6      | Auxerre           | 0–1      | 1–5      |
| Swarovski Tirol      | 3–2      | Tromsø IL         | 2–1      | 1–1      |
| Hallescher FC2       | 2–4      | Torpedo Moscow    | 2–1      | 0–3      |
| Hamburger SV         | 4–1      | Gornik Zabrze     | 1–1      | 3–0      |
| KAA Gent             | 1–1 (p)  | Lausanne Sports   | 0–1      | 1–0      |
| KR                   | 1–8      | Torino            | 0–2      | 1–6      |
| Vllaznia             | 0–3      | AEK Athens        | 0–1      | 0–2      |
| Liverpool            | 6–2      | Kuusysi Lahti     | 6–1      | 0–1      |
| MP                   | 1–5      | Spartak Moscow    | 0–2      | 1–3      |
| Neuchâtel Xamax      | 2–0      | Floriana          | 2–0      | 0–0      |
| Lyon                 | 2–1      | Osters IF         | 1–0      | 1–1      |
| PAOK                 | 2–1      | KV Mechelen       | 1–1      | 1–0      |
| CSKA Sófia           | 1–1 (gf) | Parma             | 0–0      | 1–1      |
| Slavia Sofia         | 1–4      | Osasuna           | 1–0      | 0–4      |
| Real Oviedo          | 2–3      | Genoa             | 1–0      | 1–3      |
| Salgueiros           | 1–1 (p)  | Cannes            | 1–0      | 0–1      |
| Slovan Bratislava    | 2–3      | Real Madrid       | 1–2      | 1–1      |
| Sturm Graz           | 1–4      | Utrecht           | 0–1      | 1–3      |
| Sporting CP          | 1–2      | Dinamo București  | 1–0      | 0–2(aet) |
| Sporting de Gijón    | 2–2 (p)  | Partizan          | 2–0      | 0–2      |
| Vaci Izzo MTE        | 2–4      | Dínamo de Moscou  | 1–0      | 1–4      |
| Stuttgart            | 6–3      | Pécsi MFC         | 4–1      | 2–2      |

## Segunda fase
| Equipe 1           | Total | Equipe 2            | 1.º jogo | 2.º jogo |
| ------------------ | ----- | ------------------- | -------- | -------- |
| Auxerre            | 2–3   | Liverpool           | 2–0      | 0–3      |
| Cannes             | 1–2   | Dynamo Moscow       | 0–1      | 1–1      |
| B 1903             | 6–3   | FC Bayern München   | 6–2      | 0–1      |
| Osasuna            | 3–2   | VfB Stuttgart       | 0–0      | 3–2      |
| Utrecht            | 1–4   | Real Madrid         | 1–3      | 0–1      |
| Rot-Weiss Erfurt1  | 1–5   | Ajax                | 1–2      | 0–3      |
| Spartak Moscow     | 1–2   | AEK Athens          | 0–0      | 1–2      |
| Genoa              | 5–3   | Dinamo București    | 3–1      | 2–2      |
| Hamburger SV       | 6–1   | CSKA Sofia          | 2–0      | 4–1      |
| KAA Gent           | 1–0   | Eintracht Frankfurt | 0–0      | 1–0      |
| Neuchâtel Xamax    | 5–2   | Celtic              | 5–1      | 0–1      |
| Olympique Lyonnais | 4–8   | Trabzonspor         | 3–4      | 1–4      |
| PAOK               | 0–4   | Swarovski Tirol     | 0–2      | 0–2      |
| Sigma Olomouc      | 2–0   | Torpedo Moscow      | 2–0      | 0–0      |
| Sporting Gijón     | 2–3   | Steaua București    | 2–2      | 0–1      |
| Torino             | 2–0   | Boavista            | 2–0      | 0–0      |

## Terceira fase
| Equipe 1         | Total | Equipe 2      | 1.º jogo | 2.º jogo |
| ---------------- | ----- | ------------- | -------- | -------- |
| AEK Athens       | 2–3   | Torino        | 2–2      | 0–1      |
| B 1903           | 2–1   | Trabzonspor   | 1–0      | 1–1      |
| Osasuna          | 0–2   | Ajax          | 0–1      | 0–1      |
| Swarovski Tirol  | 0–6   | Liverpool     | 0–2      | 0–4      |
| Hamburger SV     | 2–6   | Sigma Olomouc | 1–2      | 1–4      |
| KAA Gent         | 2–0   | Dynamo Moscow | 2–0      | 0–0      |
| Neuchâtel Xamax  | 1–4   | Real Madrid   | 1–0      | 0–4      |
| Steaua București | 0–2   | Genoa         | 0–1      | 0–1      |

## Quartas-de-final
| Equipe 1      | Total | Equipe 2    | 1.º jogo | 2.º jogo |
| ------------- | ----- | ----------- | -------- | -------- |
| B 1903        | 0–3   | Torino      | 0–2      | 0–1      |
| Genoa         | 4–1   | Liverpool   | 2–0      | 2–1      |
| KAA Gent      | 0–3   | Ajax        | 0–0      | 0–3      |
| Sigma Olomouc | 1–2   | Real Madrid | 1–1      | 0–1      |

## Semifinais
| Equipe 1    | Total | Equipe 2 | 1.º jogo | 2.º jogo |
| ----------- | ----- | -------- | -------- | -------- |
| Genoa       | 3–4   | Ajax     | 2–3      | 1–1      |
| Real Madrid | 2–3   | Torino   | 2–1      | 0–2      |

## Final
| Equipe 1 | Total | Equipe 2 | 1.º jogo | 2.º jogo |
| -------- | ----- | -------- | -------- | -------- |
| Torino   | 2–2   | Ajax     | 2–2      | 0–0      |

Ajax venceu pela regra do gol fora de casa.